# الخطوط الجوية الإيطالية
الخطوط الجوية الإيطالية (بالإيطالية: Compagnia Aerea Italiana) أو أليتاليا (بالإيطالية: Alitalia)(النطق الإيطالي: ‎[aliˈtaːlja]‏) كانت شركة الطيران الوطنية الإيطالية السابقة وأكبر شركة طيران في إيطاليا. تواجد مكتب الشركة الرئيسي في فيوميتشينو وهي منطقة حضرية في روما. كانت شركة الطيران مملوكة للحكومة الإيطالية منذ تأسيسها في عام 1946 حتى خصخصتها في عام 2009؛ استحوذت الحكومة الإيطالية على شركة الطيران في مارس 2020 بعد فترة من عدم ربحها.كانت شركة الطيران عضوًا كامل العضوية في تحالف سكاي تيم ولديها اتفاقيات مشاركة بالرمز مع 42 شركة طيران. كانت الشركة ثاني أكبر شركة طيران في أوروبا في 2018.
دخلت شركة الطيران إدارة استثنائية في عام 2017 بعد سنوات من عدم الربح. أعلنت أليطاليا في 24 أغسطس 2021 أنها ستوقف عملياتها في 15 أكتوبر 2021، وأنه يمكن للمسافرين الذين لديهم تذاكر مستقبلية إعادة جدولتها أو استرداد مبلغها. باعت أليطاليا في 15 أكتوبر 2021 خدماتها بالكامل إلى إيتا وهي شركة طيران مملوكة للدولة شكلت حديثًا.

## الأسطول

### الأسطول الأخير

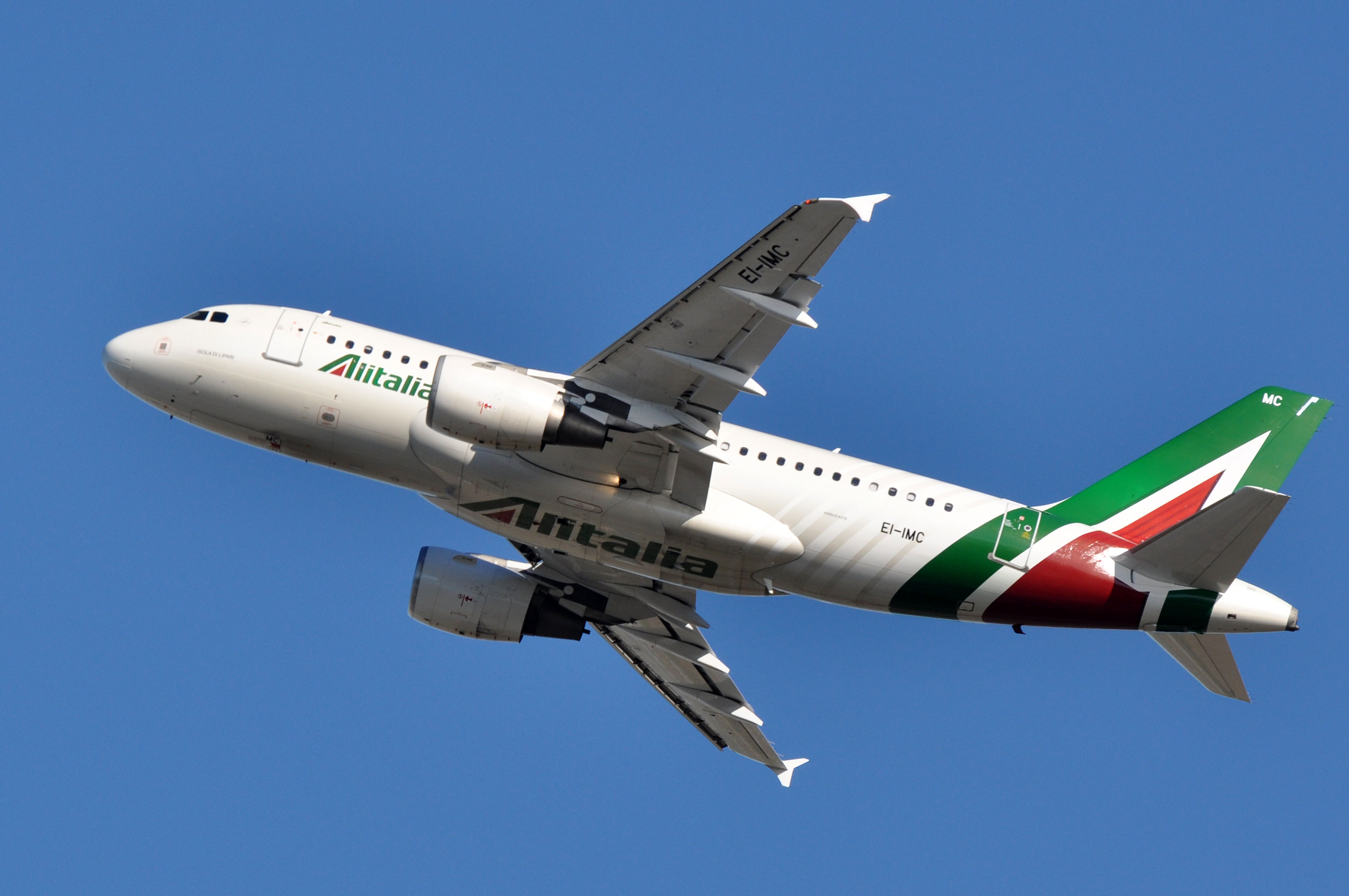
طائرة إيرباص إيه 319-100 تابعة للشركة

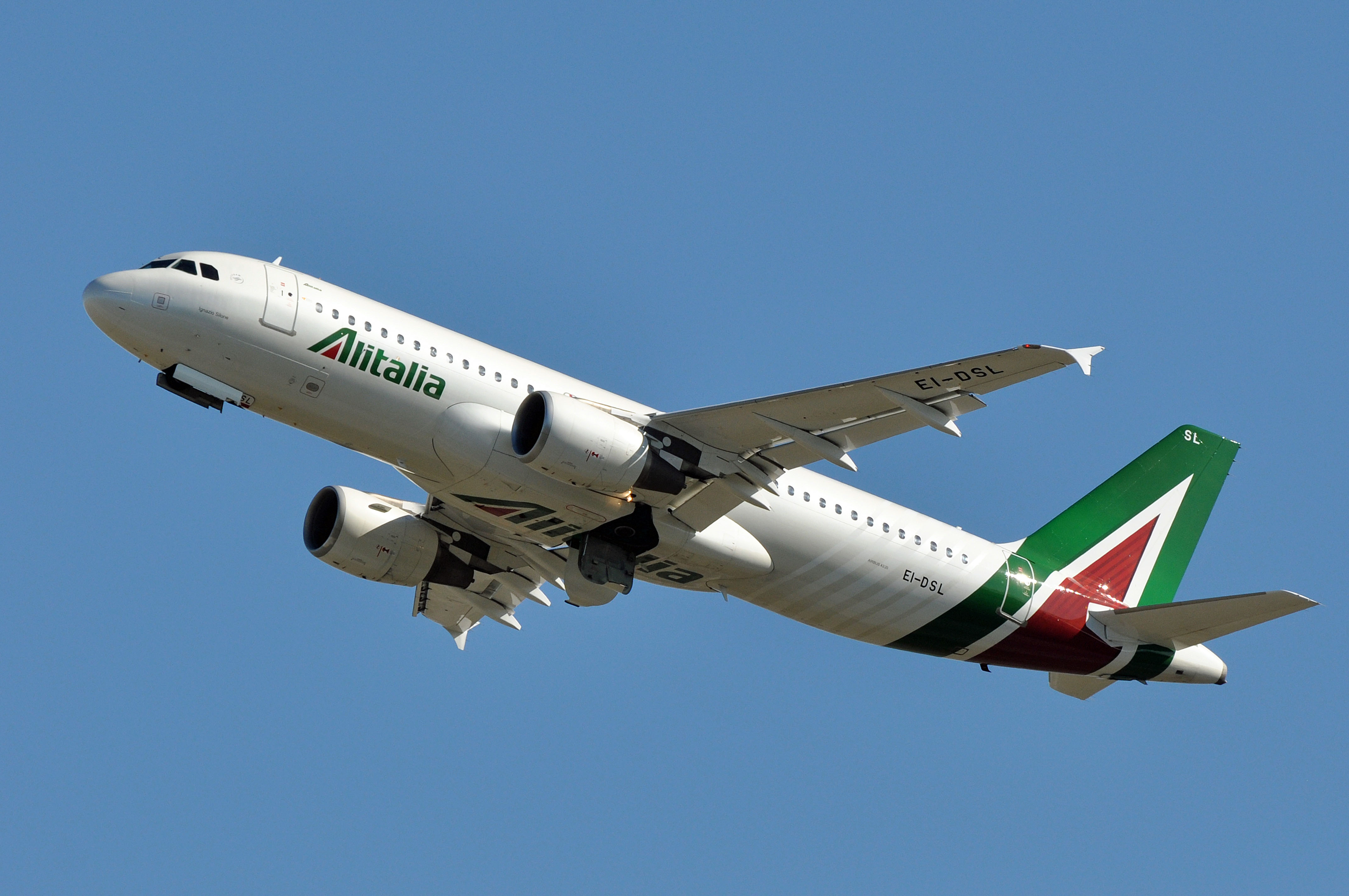
طائرة إيرباص إيه 320-200 تابعة للشركة

قبل توقف العمليات، كان أسطول أليطاليا يتكون من الطائرات التالية:

## الوجهات
خدمت أليطاليا 97 وجهة في أكتوبر 2019. كان مركز أليطاليا مطار ليوناردو دا فينشي في روما، وكان لديها أربعة مراكز إيطالية أخرى هي مدن التركيز.

### التحالف
انضمت أليطاليا إلى تحالف سكاي تيم في عام 2001. قامت أليطاليا باتفاقيات مشاركة الرمز مع أعضاء سكاي تيم، مما سمح للمسافرين بالسفر إلى وجهات عديدة باستخدام تذكرة واحدة من شركة أليطاليا. انضمت أليطاليا في يوليو 2010 أيضًا إلى المشروع المشترك الأطلسي لالخطوط الجوية الفرنسية والخطوط الجوية الملكية الهولندية وخطوط دلتا الجوية قسمت في المشروع أرباح الرحلات الجوية الأطلسية بين شركات الطيران الأربع. غادرت أليطاليا مشروع سكاي تيم المشترك عبر الأطلسي في 21 مايو 2020.

### اتفاقية الرمز المشترك
كان لأليطاليا اتفاقية الرمز المشترك مع الشركات التالية:
- إيروفلوت
- الخطوط الجوية الأرجنتينية[27]
- إير كورسيكا
- طيران أوروبا
- الخطوط الجوية الفرنسية
- Air France Hop
- طيران مالطا
- طيران صربيا
- طيران سيشل
- طيران البلطيق
- خطوط كل اليابان الجوية[28]
- الخطوط الجوية الأذرية
- أزول البرازيل[29]
- طيران بلغاريا[30]
- Blue Air
- الخطوط الجوية الصينية
- خطوط شرق الصين الجوية
- خطوط جنوب الصين الجوية
- خطوط كونتيننتال الجوية
- الخطوط الجوية الكرواتية
- الخطوط الجوية التشيكية
- خطوط دلتا الجوية
- الاتحاد للطيران
- Gol Transportes Aéreos
- خطوط هاينان الجوية[31]
- الخطوط الجوية الكينية[32]
- الخطوط الجوية الملكية الهولندية
- كوريا للطيران
- الخطوط الجوية الكويتية
- لوكس إير
- طيران الشرق الأوسط
- خطوط نورث ويست الجوية
- خطوط بيغاسوس[33]
- الخطوط الملكية المغربية[34]
- الملكية الأردنية[35]
- الخطوط السعودية
- الخطوط الجوية السريلانكية
- تاب برتغال
- تاروم
- الخطوط الجوية الأوزبكية[36][37]
- الخطوط الجوية الفيتنامية
- خطوط فيرجن أستراليا الجوية
- خطوط زيامن الجوية[38]

## وصلات خارجية
- الموقع الرسمي للشركة (بالإنجليزية)